# Paul Nurse
Sir Paul Maxime Nurse (Norwich, 1949. január 25. –) brit biokémikus. 2001-ben fiziológiai Nobel-díjat kapott (Leland H. Hartwell-lel és Tim Hunttal megosztva) a ciklin és ciklin-dependens kináz, a sejtciklus szabályozásának molekuláinak felfedezéséért. 2010 és 2015 között ő volt a Royal Society elnöke.

## Tanulmányai
Paul Nurse 1949. január 25-én született a Norfolk megyei Norwichban. Anyja 17 évesen esett teherbe, és Londonból költözött az anyjához. Hogy eltitkolják házasságon kívüli születését, mindenkinek azt mondták, hogy Paul a nagyanyjától született és az igazi anyja a nővére. Maga Nurse is csak 2003-ban jött rá az igazságra. Az alpertoni általános iskolában, majd a Harrow megyei fiúiskolában tanult. Egyetemi jelentkezéseit sorra elutasították, mert nem volt meg a szükséges idegennyelv-tudása. Egy rövid ideig egy sörfőzdében dolgozott mikrobiológiai asszisztensként, de továbbra is képtelen volt letenni a franciavizsgát. Miután 1967-ben jelentkezett a Birminghami Egyetem biológiai szakára, az őt interjúztató genetikaprofesszor tehetségesnek találta és nyelvvizsga nélkül is ajánlotta felvételre. 1970-ben BSc oklevelet szerzett, majd tanulmányait a Kelet-angliai Egyetemen folytatva 1973-ban megkapta doktori fokozatát. Doktori tézisét az élesztőgombák biokémiájából írta.

## Munkássága
Nurse az Edinburgh-i Egyetemen, Murdoch Mitchison laboratóriumában kezdte kutatói pályafutását. Itt hat évig, 1979-ig dolgozott.
1976-ban felfedezte a Schizosaccharomyces pombe élesztőgomba cdc2 génjét, amely a sejt osztódását szabályozza. A gén termékének hatására a sejtciklus a G1 fázisból az S fázisba; illetve a G2 fázisból a mitózishoz megy tovább. Nurse 1987-ben azonosított a gén emberi megfelelőjét, a Cdk1-et, amely egy ciklin-dependens kináz enzimet kódol.
A sejt az osztódás előtt több fázison megy át, amelyeket ún. ellenőrzőpontok választanak el egymástól. Ilyenkor a sejt ellenőrzi, hogy az osztódási folyamat megfelelően történik-e (ha nem, akkor megsemmisíti önmagát, de ha valami hiba lép fel a szabályozásban, az tumorsejt kialakulásához vezethet). A fázisok közötti átmeneteket kontrollálja a ciklin, illetve azok a foszforiláló szabályozóenzimek (kinázok), amelyekhez kapcsolódik.
Nurse 1980-ban a Sussexi Egyetemen folytatta munkáját, de ott nem véglegesítették, ezért 1984-től a Birodalmi Rákkutatási Alap (Imperial Cancer Research Fund, ICRF) lincolni laboratóriumában dolgozott. 1988-ban meghívták az Oxfordi Egyetem mikrobiológiai tanszékének vezetésére. 1993-ban kutatási igazgatóként visszatért az ICRF-hez, 1996-ban pedig ő lett az Alap főigazgatója. 2003-tól a New York-i Rockefeller Egyetemet vezette. 2011-ben visszatért Angliába, mint a Orvostudományi Kutató- és Innovációs Központ (2016 óta Francis Crick Intézet) igazgatója.
2010 és 2015 között ő volt a brit Royal Society elnöke. 2016 nyarán bejelentették, hogy ő lesz a Bristoli Egyetem következő kancellárja.

## Elismerései
- A Royal Society tagja: 1989
- Royal-érem: 1995
- Az amerikai Nemzeti Tudományos Akadémia levelező tagja: 1995
- Albert Lasker-díj az orvosi alapkutatásért: 1998
- 1999-ben lovaggá ütötték
- Fiziológiai és orvostudományi Nobel-díj: 2001
- Francia Becsületrend: 2002
- Copley-érem: 2005
- Az Amerikai Művészeti és Tudományos Akadémia levelező tagja: 2006
- A Campaign for Science and Engineering tagja

Nurse több mint 60 díszdoktori címet és tiszteletbeli tagságot kapott, többek között az Oxfordi és a Cambridge-i Egyetemtől, valamint a Magyar Tudományos Akadémiától (2004).

## Családja
Paul Nurse 1971-ben feleségül vette Anne Teresa Talbottot. Két lányuk született, Sarah (ő a médiában dolgozik) és Emily (fizikus)). Világnézetét illetően szkeptikus agnosztikusnak definiálja önmagát. Politikai szempontból baloldali, közel negyven évig tagja volt a Munkáspártnak.

## Fordítás
- Ez a szócikk részben vagy egészben  a   Paul Nurse című angol Wikipédia-szócikk fordításán alapul.  Az eredeti cikk szerkesztőit annak laptörténete sorolja fel. Ez a jelzés csupán a megfogalmazás eredetét és a szerzői jogokat jelzi, nem szolgál a cikkben szereplő információk forrásmegjelöléseként.